# Sinopodisma wudangshanensis
Sinopodisma wudangshanensis är en insektsart som först beskrevs av Zheng, Z. och K. Li 2000.  Sinopodisma wudangshanensis ingår i släktet Sinopodisma och familjen gräshoppor. Inga underarter finns listade i Catalogue of Life.